# Alkyl
Alkyl là các gốc hydrocarbon tương ứng với các alkan. Nhóm nguyên tử còn lại sau khi lấy bớt 1 nguyên tử H từ phân tử alkan, có công thức CnH2n+1, được gọi là nhóm alkyl. Tên của nhóm alkyl không phân nhánh lấy từ tên của alkan tương ứng đổi đuôi an thành đuôi yl

## Công thức tổng quát
CnH2n+1 - trong đó n là một số tự nhiên >= 1.

## Cách gọi tên
Bỏ đuôi -an trong tên của alkan và thay bằng -yl

## Cách gọi tên đồng phân
Chọn mạch dài nhất chứa liên kết tự do. Đánh số thứ tự. Gọi tên
Vị trí nhánh + tên nhánh + vị trí liên kết tự do + yl.

## Một số hợp chất alkyl
Rượu ethlic: C2H5-OH
Acid acetic: CH3-COOH
Methl amin: CH3-NH2